# Lepidium bidentatum
Lepidium bidentatum är en korsblommig växtart som beskrevs av Montin. Lepidium bidentatum ingår i släktet krassingar, och familjen korsblommiga växter. Inga underarter finns listade i Catalogue of Life.

## Bildgalleri

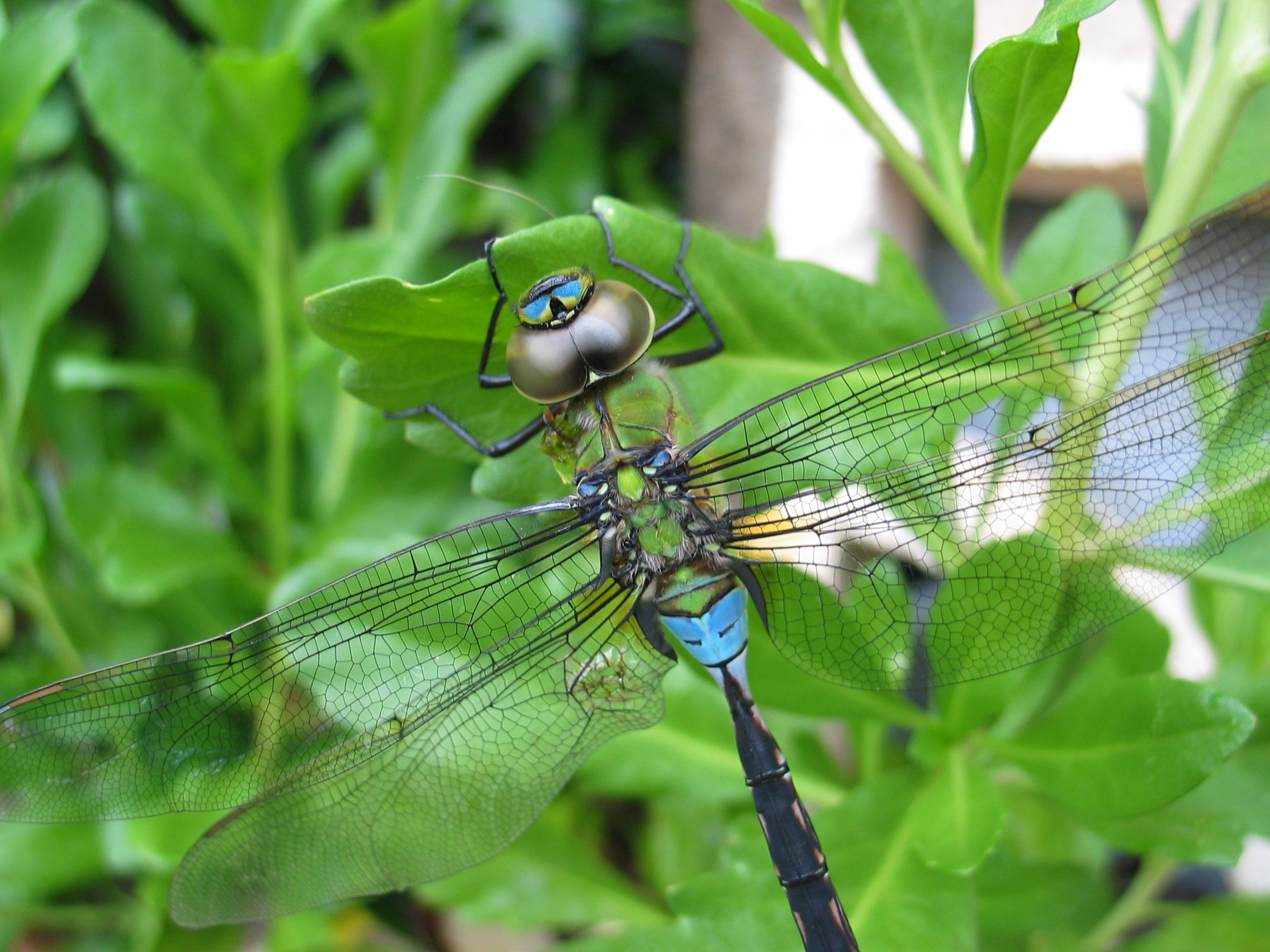
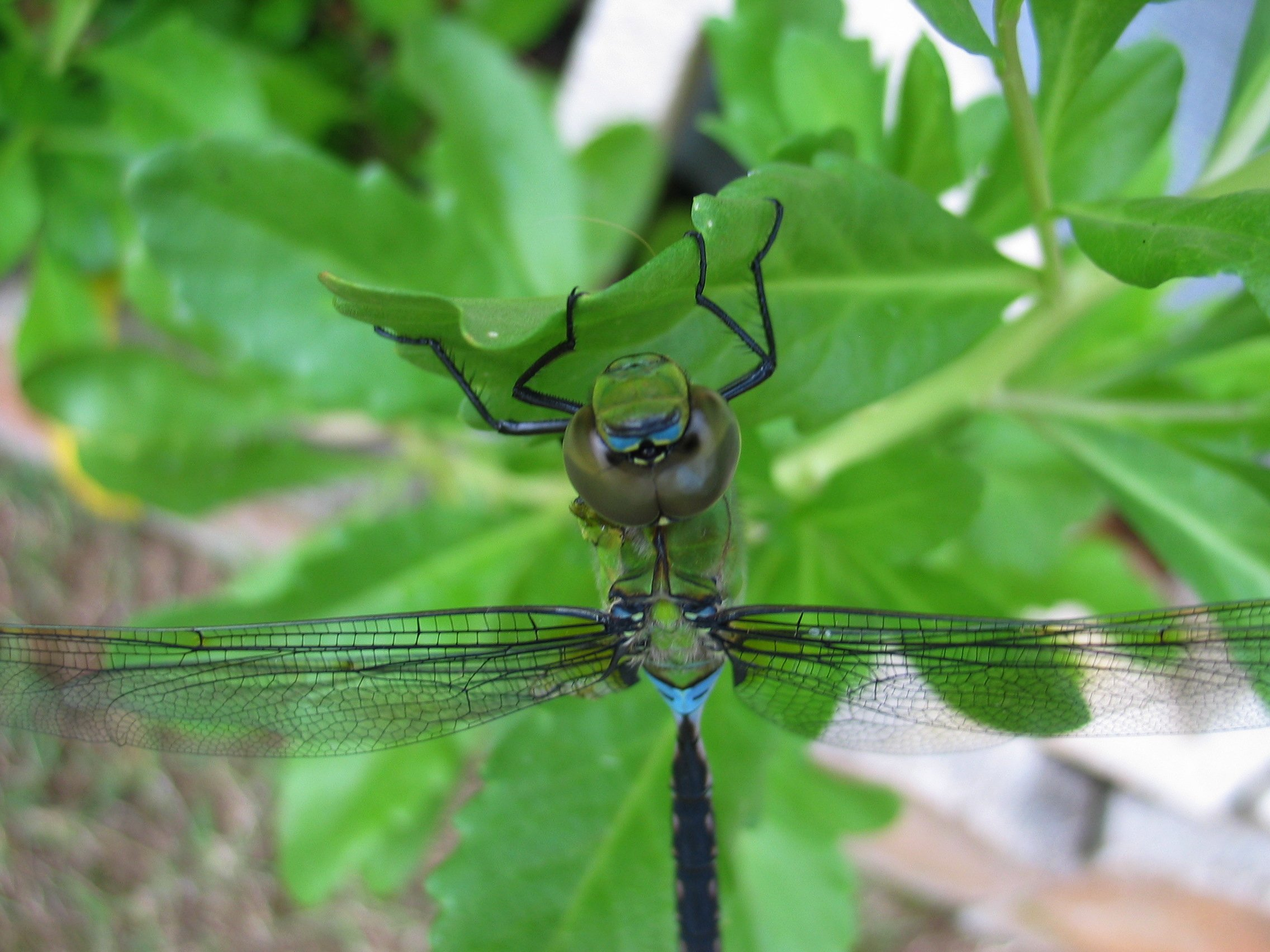
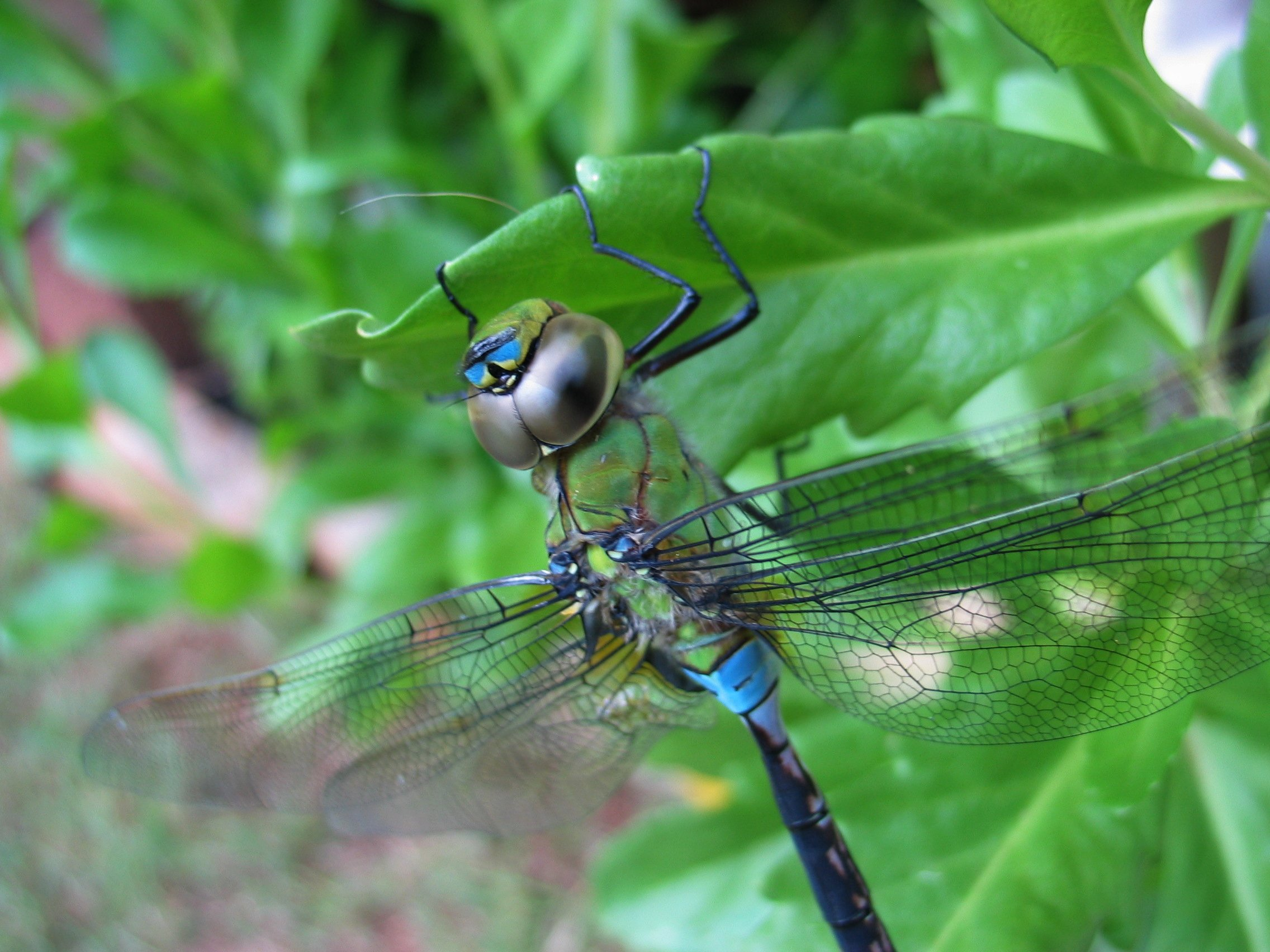
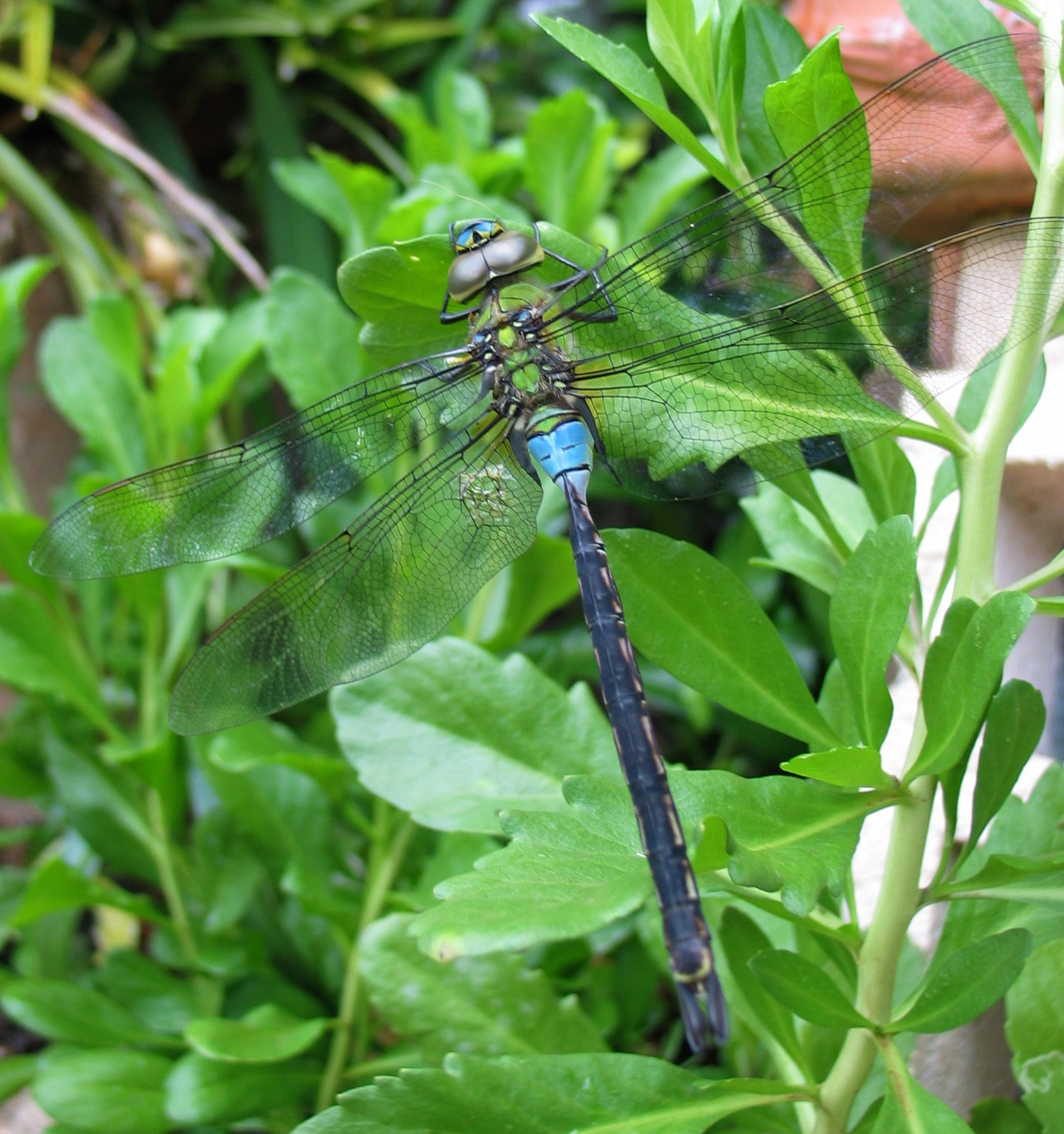
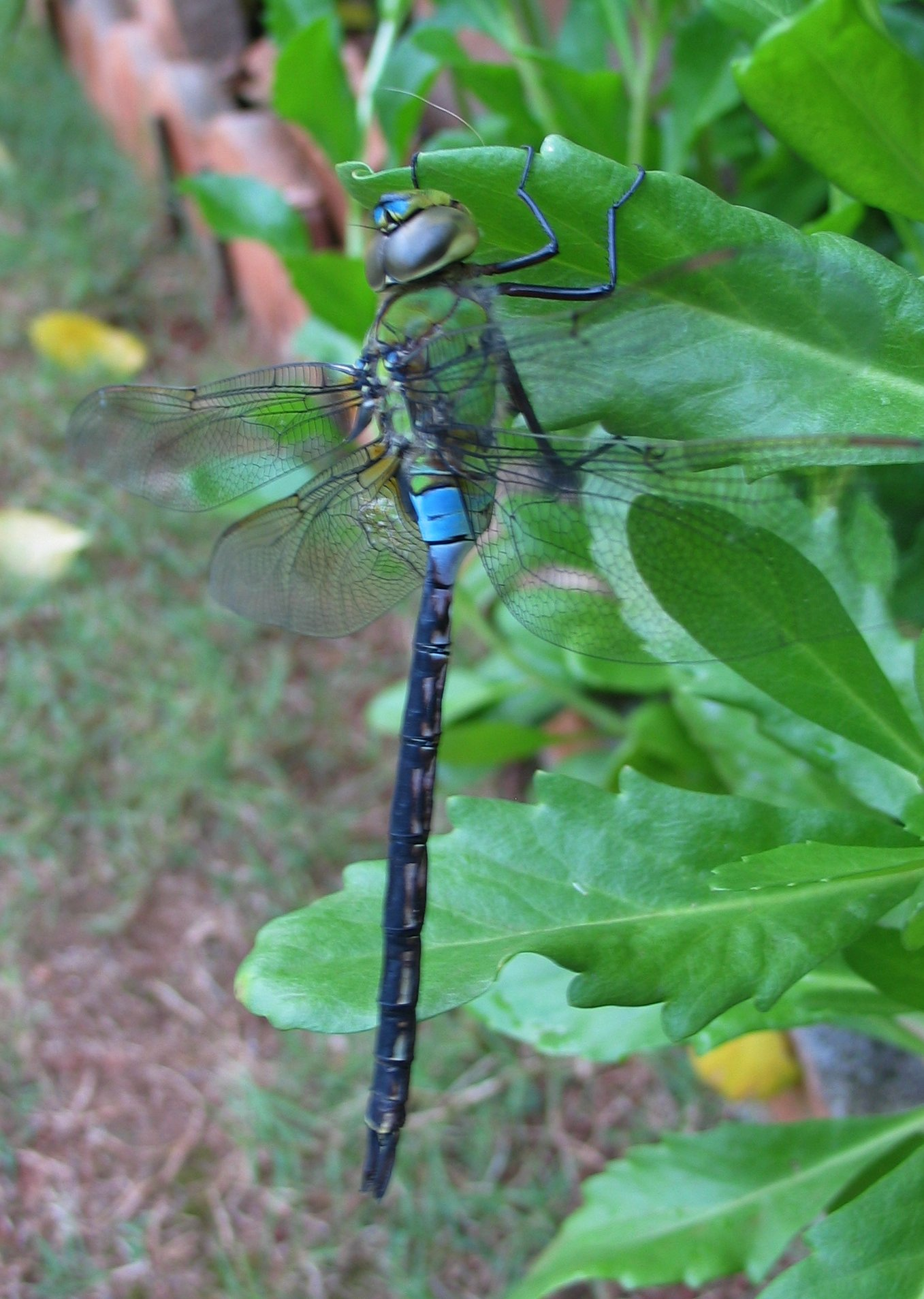
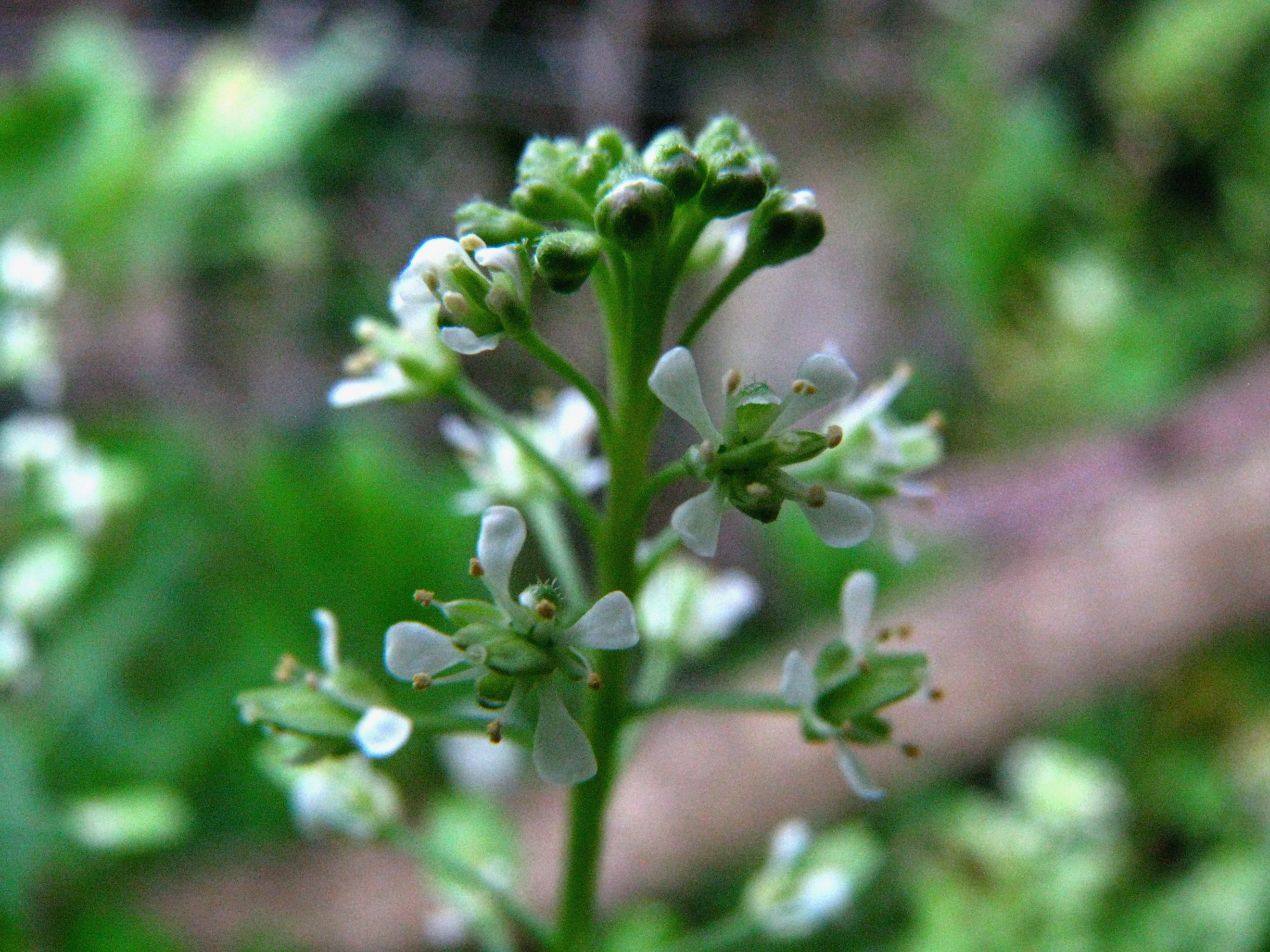